# Paolo Volponi
Paolo Volponi (ur. 1968) − włoski reżyser, producent filmowy i fotograf, autor filmów przyrodniczych.
Z wykształcenia jest socjologiem. Współpracuje z polskimi czasopismami geograficznymi i przyrodniczymi. Dla National Geographic Polska zrealizował reportaże o kormoranach, Puszczy Białowieskiej, o konikach polskich oraz o Wiśle.

## Filmy
- 2008 − Dzika dusza koników polskich
- 2012 − Le divinità della montagna
- 2013 − Wisła od źródeł do ujścia wzdłuż dawnego szlaku łososia

## Albumy fotograficzne
- 1998 − Bielik − król polskich ptaków ISBN 88-8152-047-8
- 2008 − Koniki polski − skarb polskiej przyrody, tekst Zbigniew Jaworski, ISBN 978-83-927519-0-8